# Dornier Do 17
O Dornier Do 17 foi um bombardeiro médio alemão empregado na Guerra Civil Espanhola e no início da Segunda Guerra Mundial. Por sua fuselagem estreita, foi conhecido como "lápis voador". O Do 17 foi um dos principais bombardeiros da Luftwaffe nos primeiros três anos. Devido as grandes perdas diante dos caças aliados durante a Batalha da Inglaterra, foi sendo relegado a funções secundárias.

## Histórico
A aeronave fora originariamente projetada pela Dornier para ser um avião de reconhecimento rápido. Contudo, acabou sendo convertida pela Luftwaffe em bombardeiro médio na metade da década de 1930. 
Além de versões de reconhecimento e bombardeiro médio, foram construídos também modelos para as funções de correio aéreo e caça noturno. Uma versão modernizada denominada Do 215 foi produzida em pequenas quantidades. O sucessor do Do 17 foi o Dornier Do 217.

## Último exemplar
Uma aeronave do mesmo modelo, abatida pelos ingleses em 20 de agosto de 1940, último exemplar do Do 17 conhecido, foi retirada do fundo do Canal da Mancha em 10 de junho de 2013, por uma equipe de resgate britânica.

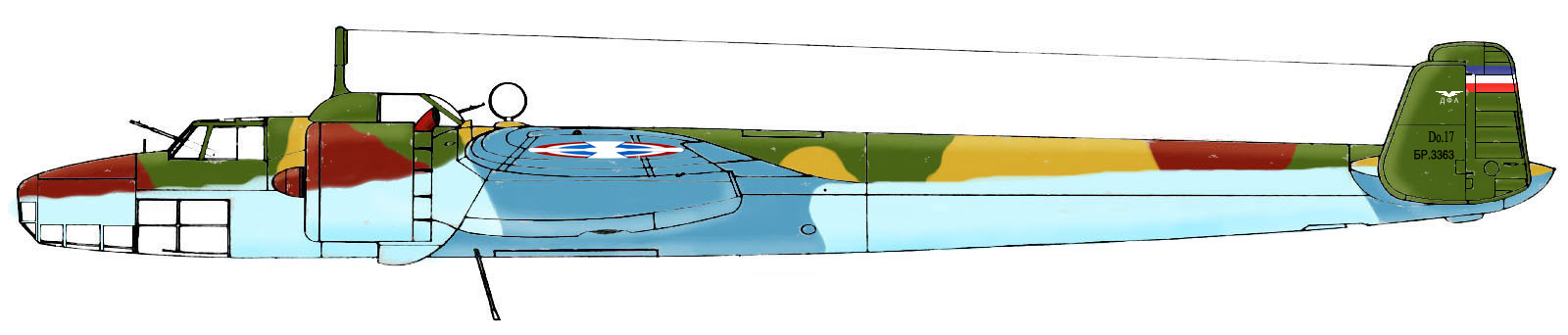
Do 17K da Força Aérea Yugoslava.

Três vistas do Do-17Z-2.

Está localizado no Museu da RAF em Cosford.

### Localização
Sua carcaça foi localizada durante uma varredura por sonar das costas do Reino Unido patrocinada pelo  Museu da RAF, pelo Fundo de Arqueologia de Wessex e pela Capitania dos Portos do Porto de Londres.
Encontrava-se no fundo do Canal da Mancha a uma profundidade de 15 metros.

### Içamento
Para que a carcaça do  último Dornier DO 17 pudesse ser içada do fundo do mar foi necessária uma operação gigantesca que só conseguiu ser financiada com um patrocínio de £345,000 do National Heritage Memorial Fund britânico.

### Identificação e restauro
Pesquisas arqueológicas feitas pelo Museu da RAF por ocasião do içamento indicavam que a aeronave em questão foi abatida em 26 de agosto de 1940 e seu "call-sign" era 5K-AR.
O time de restauradores que vem trabalhando no aparelho  reafirma tratar-se do aparelho 5K + AR, from 7 Staffel, III Gruppe/KG3 (7º Esquadrão do 3º Grupo de Bombardeio, Esquadrilha 3). O aparelho teria decolado do aeródromo militar de St Trond, nos arredores de Bruxelas, na Bélgica, então ocupada pela Alemanha, na manhã da segunda-feira 26 de agosto de 1940.